# Strategia
Una strategia è un piano d'azione di lungo termine usato per impostare e coordinare azioni tese al raggiungimento di uno scopo od obiettivo predeterminato. Il concetto si applica a svariati campi (filosofia, teologia, economia, urbanistica e pianificazione territoriale, psicologia, semiotica, retorica, letteratura, diplomazia, relazioni internazionali, militare, ludico) in cui per raggiungere l'obiettivo è necessaria una serie di operazioni separate, la cui scelta non è univoca e/o il cui esito è incerto.

## Etimologia
La parola strategia deriva dal termine greco antico stratēgia (στρατηγία), che vuol dire "ufficio del condottiero dell'esercito" o "ufficio dello stratego", ma anche "provincia governata dallo stratego". Strategia deriva dunque da strategós (στρατηγός), che vuol dire "condottiero d'esercito" o "generale". Il termine strategós è composto da stratós (στρατός), il cui significato è 'esercito' o 'armata', ma anche 'distesa' o 'pianura', e agós (ἀγός), che vuol dire 'guida', 'condottiero', 'generale'.

## Storia
(Sun Tzu)
Il primo trattato di strategia si può con certezza far risalire a Sunzi (孫子; pinyin: Sūnzǐ; Wade-Giles: Sun Tsu), nel periodo della dinastia Zhou, in Cina (VI-V secolo a.C.) intitolato L'arte della guerra (Sūnzǐ Bīngfǎ, 孫子兵法), ed ancora tenuto come testo base per l'apprendimento della strategia in ogni campo dell'azione umana.
Un punto d’incontro tra l’approccio del professor Galtung, sintetizzato col termine "Trascend", risiede nel fatto che il concetto di strategia, secondo Falco Accame, rimanda ad un "in più" di potenzialità rispetto ad un agire non strategico, qualcosa che appunto "trascende" l'ordinarietà. In questo senso l’agire di Ulisse è strategico in quanto trascende ciò che costituiva il normale approccio alla condotta delle operazioni (Il corpo a corpo, di cui parla Omero).
In questo senso l’approccio di Accame rimanda alla problematica di una minore violenza, che è insita nella strategia: di conseguenza, niente scontri all’ultimo sangue tra Achille, Ettore, Aiace, ecc.

## Caratteristiche
La visione strategica si differenzia da quella della tattica, la quale ha lo scopo di pianificare al meglio una singola attività e deve tener conto di tutti i vincoli pratici e contingenti di essa. Militarmente, la strategia si riferisce ad operazioni tese a raggiungere un obiettivo di lungo termine e si attua su scale geografiche ampie, la tattica si riferisce invece ad azioni tese a raggiungere un obiettivo di breve termine e generalmente si attua su scala geografica ridotta: la tattica riguarda cioè il come combattere una battaglia, mentre la strategia riguarda il capire se la battaglia debba essere combattuta o no. Cambiare tattica nel corso delle operazioni è normalmente possibile senza grossi problemi, e anzi è spesso vantaggioso per adattarsi a situazioni nuove o per ottenere la sorpresa sul nemico; cambiare strategia invece è di solito difficile e costoso, perché impone una riorganizzazione profonda e la modifica o l'abbandono degli strumenti/armamenti/organigrammi usati.

## Campi d'applicazione
Nella teoria dei giochi un "giocatore", inteso come generico agente in una competizione tesa al raggiungimento di uno scopo, può trovare una strategia ottima (cioè che conduce alla vittoria o comunque al miglior risultato possibile) solamente se conosce tutte le regole del gioco e tutto lo stato del gioco, come negli scacchi.
Nel campo militare, del marketing, economico (direzione di aziende, OPA e scalate di borsa) e nella diplomazia questo non si verifica quasi mai: non solo, ma a volte le stesse regole del gioco possono non essere interamente note o addirittura cambiare durante la competizione. Per questo in situazioni simili si preferisce scartare strategie promettenti ma rischiose e scegliere invece strategie anche non ottime ma "robuste", cioè che puntino sì alla vittoria ma che permettano anche di limitare i danni nel caso peggiore, ovvero che permettano di cavarsela "non troppo male" nella maggior parte dei casi.
- strategia militare
  - strategia della tensione
- strategia d'impresa
- strategia di marketing
- strategia di design
- gestione strategica
- strategia nella teoria dei giochi
  - Strategia negli scacchi
- strategia economica
- strategia terapeutica nella terapia strategica (psicologia, psichiatria)
- strategia psicologica : euristica

## La strategia nella cultura di massa

### Cinema e televisione
- Strategia del ragno, regia di Bernardo Bertolucci (1970)